# 维利耶昂略
维利耶昂略（法語：Villiers-en-Lieu，法語發音：[vilje ɑ̃ ljø]）是法国上马恩省的一个市镇，位于该省西北部，属于圣迪济耶区。

## 地理
维利耶昂略（48°40'1"N, 4°54'0"E）面积12.9 平方千米，位于法国大東部大區上马恩省，该省份为法国东北部内陆省份，北起马恩省和默兹省，西接奥布省，西南接科多尔省，东南接上索恩省，东临孚日省。
与维利耶昂略接壤的市镇（或旧市镇、城区）包括：圣厄利安、特鲁瓦方丹拉拜、阿利尼库尔、聖迪濟耶。

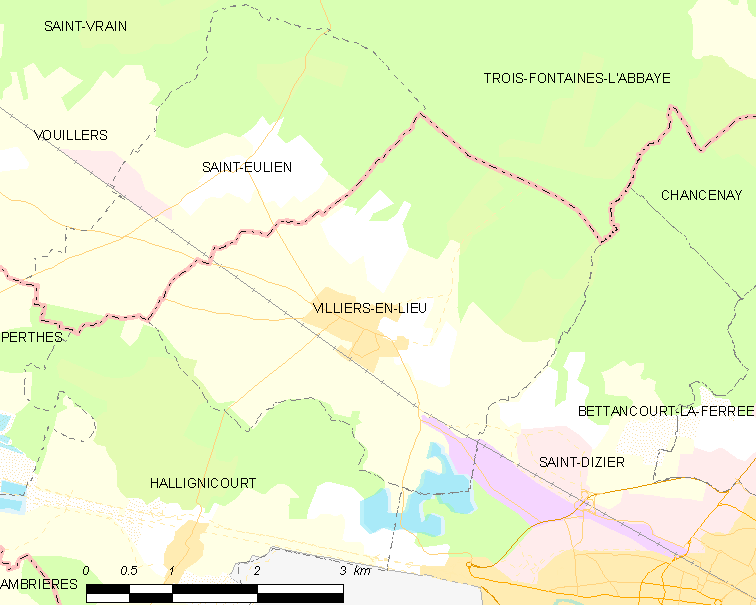
维利耶昂略的OSM定位图

维利耶昂略的时区为UTC+01:00、UTC+02:00（夏令时）。

## 行政
维利耶昂略的邮政编码为52100，INSEE市镇编码为52534。

## 政治
维利耶昂略所属的省级选区为圣迪济耶第一县。

## 人口

1962-2008年间维利耶昂略人口变化图示

维利耶昂略于2022年1月1日时的人口数量为1477人。